# Гленн-Гайтс (Техас)
Гленн-Гайтс (англ. Glenn Heights) — місто (англ. city) в США, в округах Даллас і Елліс штату Техас. Населення — 15 819 осіб (2020).

## Географія
Гленн-Гайтс розташований за координатами 32°33′5″ пн. ш. 96°51′16″ зх. д. / 32.55139° пн. ш. 96.85444° зх. д. (32.551300, -96.854388).  За даними Бюро перепису населення США в 2010 році місто мало площу 18,70 км², з яких 18,69 км² — суходіл та 0,01 км² — водойми.

## Демографія
Згідно з переписом 2010 року, у місті мешкало 11 278 осіб у 3544 домогосподарствах у складі 2909 родин. Густота населення становила 603 особи/км².  Було 3819 помешкань (204/км²).
Расовий склад населення:
| - 50,0 % — чорних або афроамериканців - 36,4 % — білих - 0,6 % — корінних американців - 0,6 % — азіатів - 9,6 % — осіб інших рас |

До двох чи більше рас належало 2,7 %. Частка іспаномовних становила 22,2 % від усіх жителів.
За віковим діапазоном населення розподілялося таким чином: 36,1 % — особи молодші 18 років, 59,8 % — особи у віці 18—64 років, 4,1 % — особи у віці 65 років та старші. Медіана віку мешканця становила 29,4 року. На 100 осіб жіночої статі у місті припадало 91,5 чоловіків;  на 100 жінок у віці від 18 років та старших — 84,1 чоловіків також старших 18 років.
Середній дохід на одне домашнє господарство  становив 72 606 доларів США (медіана — 62 404), а середній дохід на одну сім'ю — 80 217 доларів (медіана — 72 068). Медіана доходів становила 49 207 доларів для чоловіків та 46 226 доларів для жінок. За межею бідності перебувало 10,6 % осіб, у тому числі 13,6 % дітей у віці до 18 років та 9,1 % осіб у віці 65 років та старших.
Цивільне працевлаштоване населення становило 5589 осіб. Основні галузі зайнятості: освіта, охорона здоров'я та соціальна допомога — 25,5 %, науковці, спеціалісти, менеджери — 12,1 %, роздрібна торгівля — 11,6 %.